# Danbury, Connecticut
Danbury är en stad i Fairfeld County i Connecticut i USA med 78 736 invånare (2005).
Ishockeylaget Danbury Trashers som spelade i United Hockey League från 2004 till 2006, var hemmahörande i Danbury, och spelade sina hemmamatcher i Danbury Ice Arena.